# حارة الخليل (صنعاء)
حارة الخليل هي إحدى حارات حي فج عطان بمديرية السبعين إحد مديريات العاصمة اليمنية صنعاء، بلغ تعداد سكانها 3564 نسمة حسب تعداد اليمن لعام 2004.